# Piper articulatum
Piper articulatum är en pepparväxtart som beskrevs av Achille Richard. Piper articulatum ingår i släktet Piper och familjen pepparväxter. Inga underarter finns listade i Catalogue of Life.